# Abasan al-Kabera
A vila de Abasan al-Kabera (em árabe: عبسان الكبيرة) é uma pequena cidade localizada na parte sul da Faixa de Gaza, logo a leste de Khan Yunis, e dista pouco mais de 2 km da fronteira com Israel. Outras vilas próximas são Khuza'a (خزاعة‎), Bani Suheila (بني سهيلا‎) e Abasan al-Saghira (عبسان الصغيرة‎). Essas localidades, junto com Abasan al-Kabera, estão em processo de conurbação com Khan Yunis; em algumas décadas é possível que estejam fundidas umas nas outras. O clima do local é o semi-árido. Relativamente distante do mar, muitos de seus habitantes nunca o tinham visto até 2005, quando o exército israelense retirou-se de Gaza (estima-se que ⅓ das pessoas do território estavam nessa situação até aquele ano, a maioria da parte sul).
Abasan al-Kabira é um dos lugares mais rurais de toda a Faixa de Gaza, tendo ainda hoje boa parte dos moradores pequeninos terrenos onde mantêm uma certa agricultura de subsistência, não sendo incomuns as disputas entre as famílias pela posse de terras. A população em 2008 era de 24.840, número que aumenta rapidamente, tendo em vista a alta taxa de crescimento demográfico de todo o território de Gaza. O crescimento tem sido intenso: entre 1945 e 2006, Bani Suheila passou de 8.200 para 32.800 moradores, e continua a se expandir, o mesmo acontecendo com mais intensidade ainda em Khan Yunis, cuja população já é de cerca de 300 mil, uma das maiores da Palestina.